# Părinții Pelerini

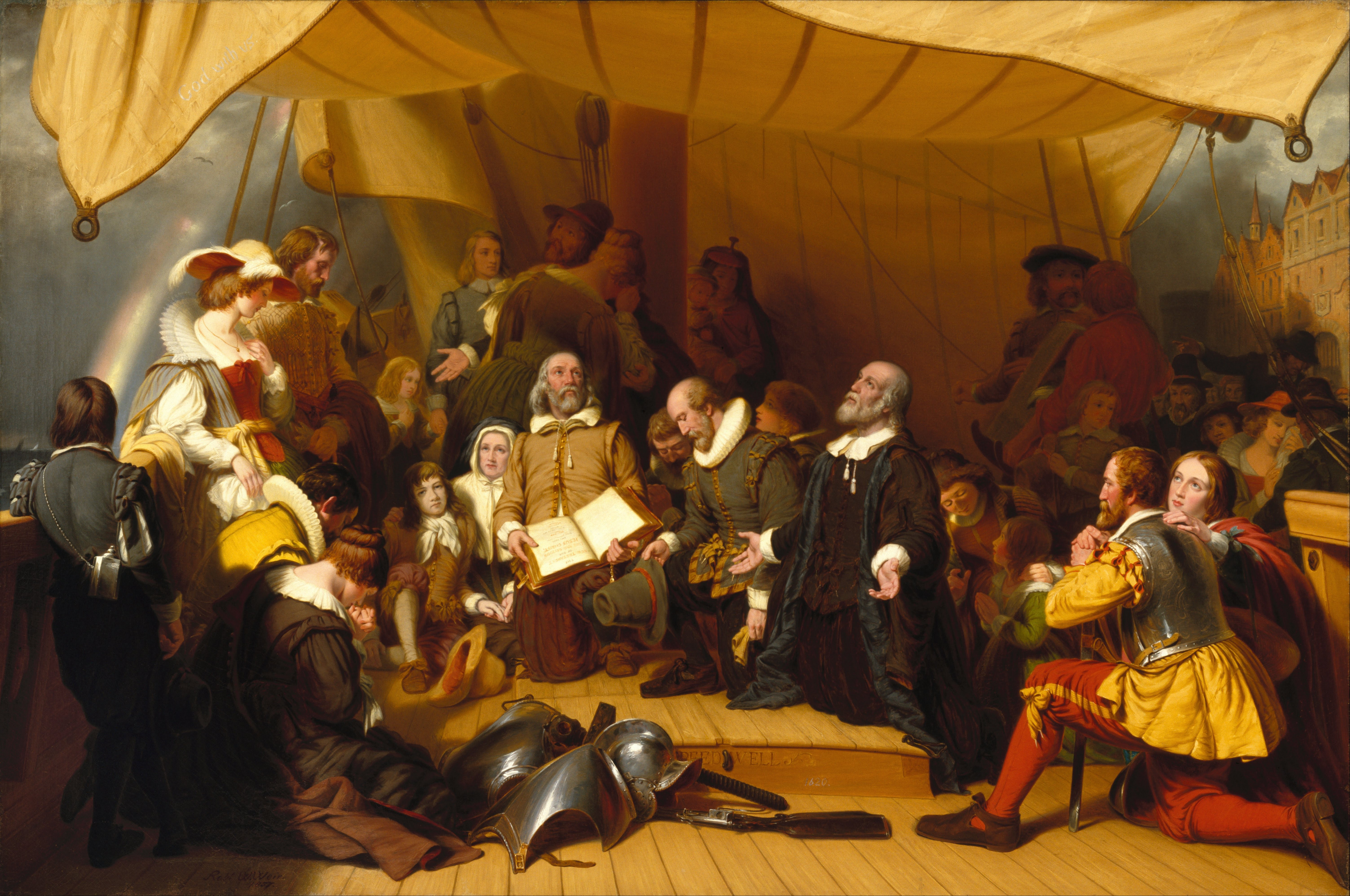
Îmbarcarea Părinților Pelerini (1857) de Robert Walter Weir, Capitoliul Statelor Unite ale Americii, Washington DC.

Părinții Pelerini (în engleză Pilgrim Fathers) au fost coloniștii englezi care au ajuns în America de Nord pe nava Mayflower și au întemeiat Colonia Plymouth, astăzi Plymouth, Massachusetts, numită după portul de la care au plecat, Plymouth, Anglia. Este vorba de niște puritani separatiști, care au fugit de persecuțiile din Anglia pentru a găsi toleranța religioasă a Olandei din secolul al XVII-lea, iar apoi au hotărât să plece către America de Nord.
Părinții Pelerini dețineau multe dintre credințele religioase puritane calviniste, dar, spre deosebire de majoritatea celorlalți puritani, susțineau că congregațiile lor ar fi trebui să fie separate de Biserica de Stat Engleză, ceea ce i-a făcut să fie etichetați ca separatiști. După câțiva ani ce au trăit în exil în Olanda, în cele din urmă au decis să stabilească o nouă așezare în Lumea Nouă și au convenit cu nișe investitori pentru finanțarea călătoriei. Au înființat Colonia Plymouth în 1620 și, după un greu început, au reușit să prospere, mulțumită și ajutorului nativilor, cu care au sărbătorit prima recoltă de succes a coloniei, instituind astfel „Ziua Recunoștinței” (în engleză Thanksgiving). 
Astăzi se estimează că zeci de milioane de americani au cel puțin un strămoș care a fost în acest grup de coloniști. Povestea Părinților Pelerini este o temă centrală în istoria și cultura Statelor Unite.

## Istoric

### Persecuțiile din Anglia

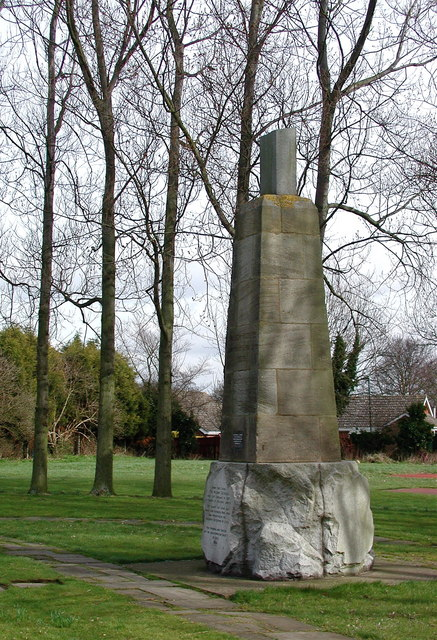
Monument din Immingham, Anglia, în onoarea plecării membrilor congregației către Olanda în 1608

Nucleul grupului Părinților Pelerini a fost reunit în jurul anului 1605 când au părăsit Biserica Anglicană pentru a forma congregații separatiste în Nottinghamshire, Anglia, conduse de John Robinson, Richard Clyfton și John Smyth. Congregațiile lor dețineau credințe Browniste - că bisericile adevărate erau congregații voluntare democratice, nu națiuni întregi creștine - așa cum au învățat Robert Browne, John Greenwood și Henry Barrow. În calitate de separatiști, au considerat că diferențele lor cu Biserica Angliei erau ireconciliabile și că închinarea lor trebuia să fie independentă de tradițiile și organizarea unei biserici centrale.
Mișcarea separatistă a fost controversată. Conform Legii Uniformității (Act of Uniformity) din 1559, era obligatorie participarea la slujbele oficiale ale Bisericii Angliei, cu o amendă de un șiling (0,05 GBP; aproximativ 19 GBP astăzi) pentru fiecare duminică și zi sfântă ratate. Sancțiunile includeau închisoare și amenzi mai mari pentru efectuarea de servicii neoficiale. Legea Sectariilor Sedicioși (Seditious Sectaries Act) din 1593 a avut ca scop special scoaterea în afara legii a Brownistilor. Conform acestei politici, London Underground Church în 1566, apoi Robert Browne și urmașii săi din Norfolk în anii 1580, au fost arestați în mod repetat. Henry Barrow, John Greenwood și John Penry au fost executați pentru sediție în 1593. Browne și urmașii săi au fost în exilați în Middelburg, iar Penry i-a îndemnat pe separatiștii londonezi să emigreze pentru a scăpa de persecuții, așa că după moartea sa s-au mutat la Amsterdam.
Mulți puritani sperau că reformele și reconcilierea ar fi fost posibile atunci când James a ajuns la putere, dar Conferința din Hampton Court din 1604 a negat aproape toate concesiunile pe care le solicitaseră - cu excepția unei traduceri actualizate a Bibliei în limba engleză. În același an, Richard Bancroft a devenit Arhiepiscopul de Canterbury și a lansat o campanie împotriva puritanismului și a separatiștilor. El a suspendat 300 de slujitor al bisericii și a concediat alți 80, ceea ce i-a determinat pe unii dintre ei să fondeze mai multe biserici separatiste. Robinson, Clifton și adepții lor au fondat o biserică Brownistă, făcând un legământ cu Dumnezeu conform căruia ei ar fi „mers în toate căile făcute cunoscute de El sau să li se facă cunoscute, în conformitate cu cele mai bune eforturi ale lor, oricât ar fi trebuit să le coste, Domnul ajutându-i".
Arhiepiscopul Hutton a murit în 1606, iar Tobias Matthew a fost numit în locul său. El a fost unul dintre susținătorii ai lui James la conferința din 1604, și a început imediat o campanie de epurare a arhidiecezei de influențe neconforme, inclusiv puritani, separatiști și cei care doreau să se întoarcă la credința catolică. Clerul neascultător a fost înlocuit, iar separatiștii proeminenți au fost confruntați, amendați și închiși.

### Așezarea în Olanda

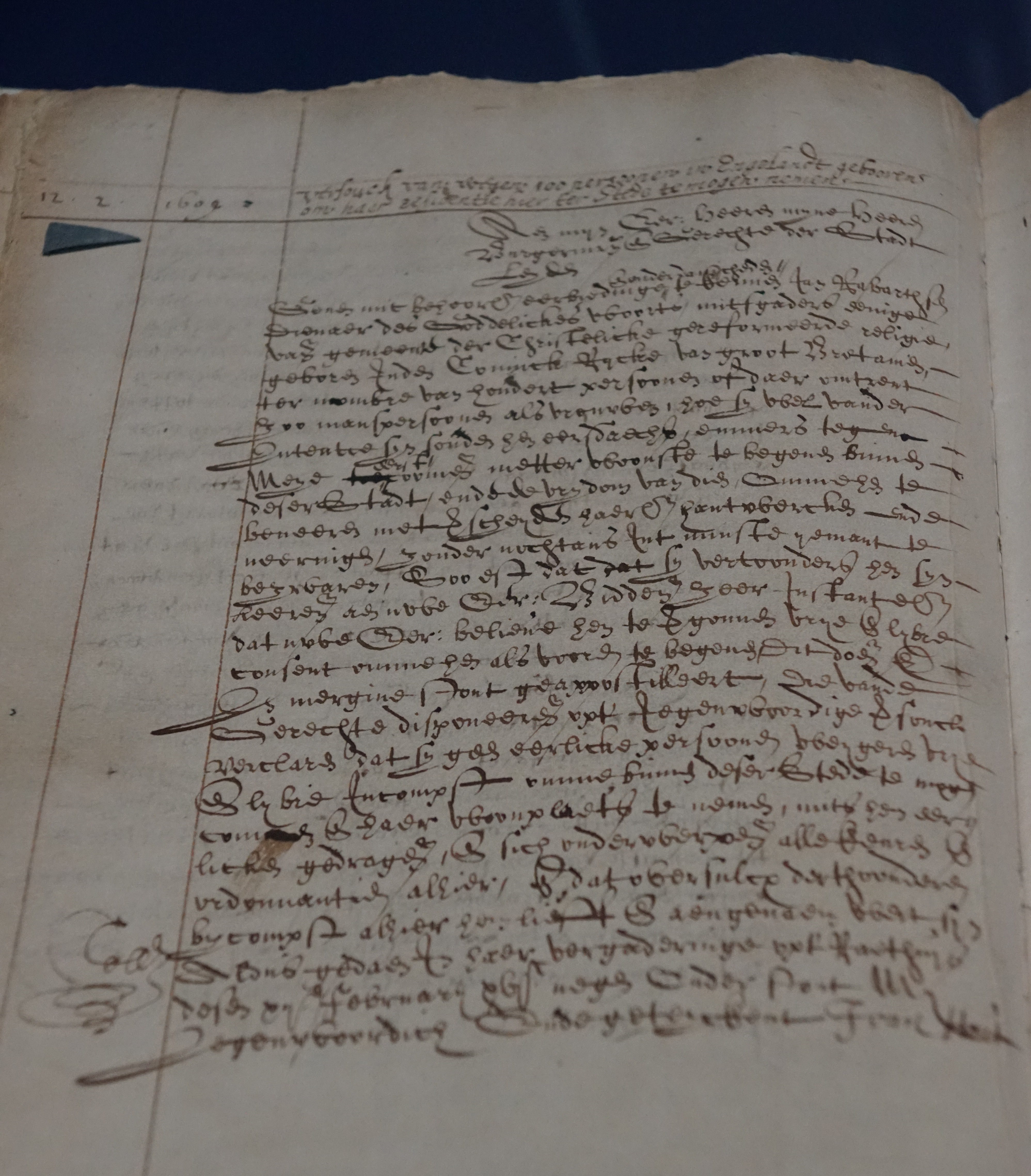
Permisiunea consiliului orașului Leiden de stabilire a Pelerinilor, din 12 februarie 1609.

În acest context, mulți puritani au început să plece din Anglia, mergând în special în Olanda. Părinții Pelerini s-au mutat în Olanda în jurul anului 1607/08. Locuiau în Leiden, un oraș care avea la acea vreme 30.000 de locuitori, trăind în case mici în spatele Bisericii „Kloksteeg”, vizavi de Pieterskerk. Succesul congregației din Leiden a fost mixt. Leiden a fost un centru industrial înfloritor și mulți membri au reușit să se întrețină lucrând la Universitatea Leiden sau în industria textilă, tipografică și fabricarea berii. Alții au fost mai puțin capabili să aducă venituri suficiente, îngreunați de mediul lor rural și de bariera lingvistică; pentru aceștia, cazările au fost făcute pe o moșie cumpărată de Robinson și de trei parteneri.
Țările de Jos, totuși, erau o țară a cărei cultură și limbă erau ciudate și greu de înțeles sau învățat de către congregația engleză. Unii credeau că morala olandeză era mult prea libertină, iar copiii lor deveneau din ce în ce mai olandezi pe măsură ce treceau anii. Congregația a ajuns să creadă că s-ar confrunta cu o eventuală dispariție dacă ar fi rămas acolo.

### Decizia de a părăsi Olanda
În 1617, congregația era stabilă și relativ sigură, dar existau probleme în curs care trebuiau rezolvate. Bradford a menționat că mulți membri ai congregației dădeau semne ale îmbătrânirii, agravând dificultățile pe care unii le-au avut în a se întreține. Câțiva își cheltuiseră ultimii bani, astfel că au renunțat și s-au întors în Anglia, iar liderii se temeau că îi vor urma mai mulți și că congregația ar fi devenită nedurabilă. Problemele legate de ocuparea forței de muncă au făcut să nu fie atrăgător pentru alți englezi să vină la Leiden, iar membrii mai tineri începuseră să plece pentru a-și găsi locuri de muncă și aventuri în altă parte. De asemenea, convingătoare a fost posibilitatea muncii misionare într-o țară îndepărtată, o oportunitate care a apărut rar într-o comunitate puternică protestantă.
În același timp, au existat multe incertitudini cu privire la mutarea într-un loc ca America, deoarece circulau povești despre colonii eșuate. S-au temut că nativii vor fi violenți, că nu vor exista surse de hrană sau apă, că ar putea fi expuși unor boli necunoscute și că călătoriile pe mare erau întotdeauna periculoase. Echilibrarea tuturor acestor situații era o situație politică locală care risca să devină instabilă. Armistițiul se clătina [[În același timp, au existat multe incertitudini cu privire la mutarea într-un loc ca America, deoarece s-au întors povești despre coloniile eșuate. S-au temut că nativii vor fi violenți, că nu vor exista surse de hrană sau apă, că ar putea fi expuși unor boli necunoscute și că călătoriile pe mare au fost întotdeauna periculoase. Echilibrarea tuturor acestor situații era o situație politică locală care risca să devină instabilă. Armistițiul Războiului de Optzeci de Ani se apropia și se temea care ar fi fost atitudinile Spaniei, o țara foarte catolică, față de ei.
Destinațiile posibile includeau Guyana pe coasta de nord-est a Americii de Sud, unde olandezii stabiliseră colonia Essequibo sau un alt loc în apropierea așezărilor din Virginia în America de Nord. Această regiune a fost o destinație atractivă, deoarece prezența coloniei mai vechi putea oferi oportunități mai bune de securitate și comerț; cu toate acestea, considerau de asemenea că nu ar trebui să se stabilească prea aproape, deoarece acest lucru ar putea duplica în mod accidental mediul politic din Anglia. London Company administra un teritoriu de dimensiuni considerabile aici.
Robert Cushman și John Carver au fost trimiși în Anglia pentru a solicita un brevet funciar. Negocierile lor au fost întârziate din cauza conflictelor interne ale companiei londoneze, dar în cele din urmă a fost asigurat un brevet în numele lui John Wincob în iunie 1619. Carta a fost acordată cu condiția regelui ca religia grupului din Leiden să nu primească recunoaștere oficială.

### Călătoria peste Atlantic
După niște întârzieri din cauza problemelor continue din cadrul London Company, și companiilor olandeze concurente ce abordau congregația cu posibilitatea de a se stabili colonia, călătoria avea să începe. Nu toată congregația a reușit să plece în prima călătorie. Mulți membri nu au putut să își rezolve afacerile în limitele de timp, iar bugetul a fost limitat pentru călătorii și provizii, iar grupul a decis că soluționarea inițială ar trebui să fie întreprinsă în primul rând de membri mai tineri și mai puternici. Restul au fost de acord să urmărească dacă și când au putut. Robinson avea să rămână în Leiden cu cea mai mare parte a congregației, iar Brewster urma să conducă congregația americană. Biserica din America trebuia să fie condusă independent, dar s-a convenit că apartenența să fie acordată automat în ambele congregații membrilor care s-au mutat între continente.
Cu chestiuni personale și de afaceri convenite, pelerinii au procurat provizii și o navă mică, numită Speedwell ce trebuia să aducă câțiva pasageri din Olanda în Anglia, apoi în America, unde avea să fie păstrată pentru activitatea de pescuit, cu un echipaj angajat pentru servicii de asistență în primul an. Nava mai mare Mayflower a fost închiriată pentru servicii de transport și explorare.

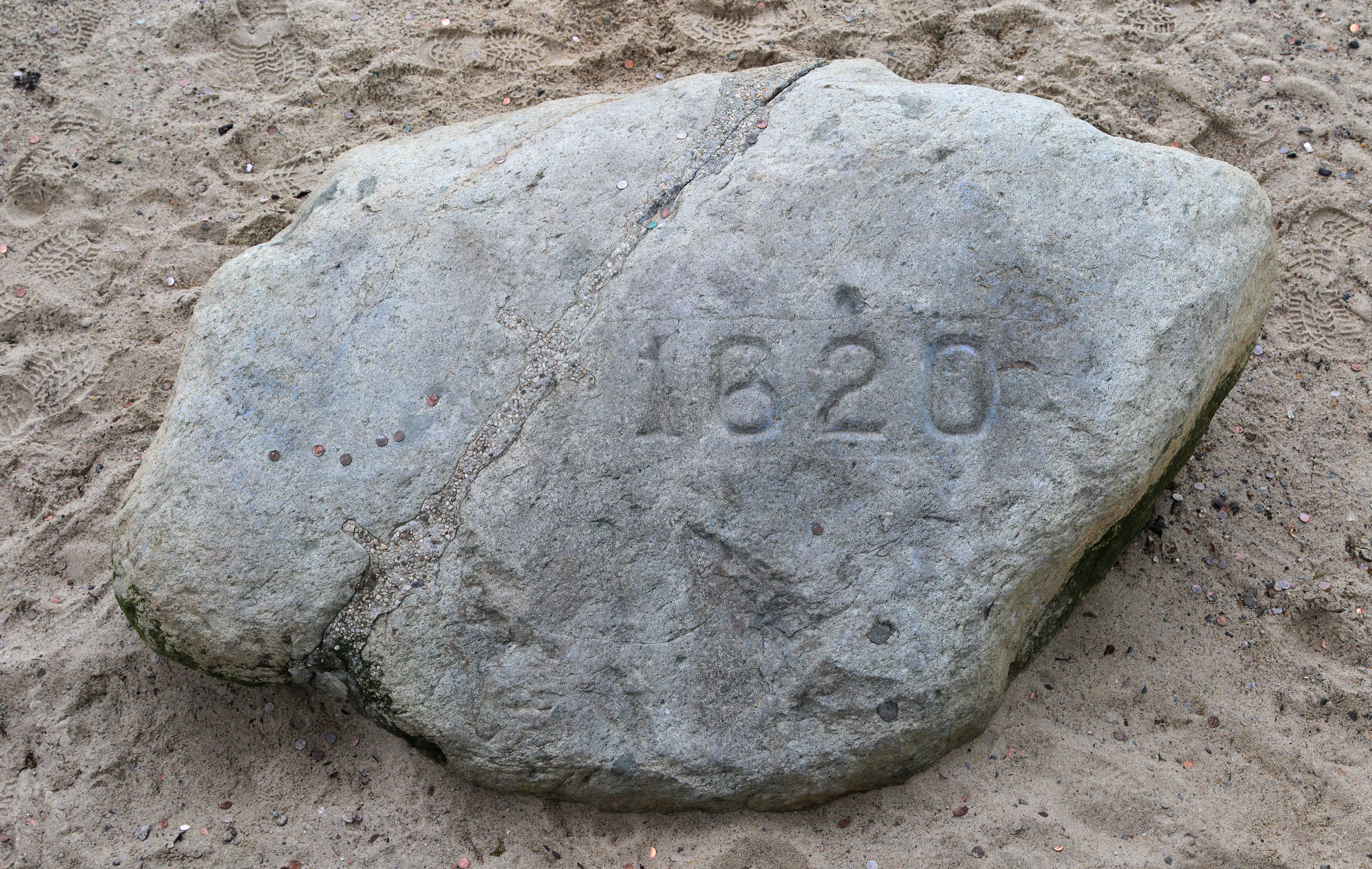
Piatra din Plymouth comemorează sosirea navei Mayflower în 1620.

Coloniștii au pornit de la Delfshaven în iulie 1620 îmbarcați pe Speedwell, au ajuns la Southampton, Hampshire și s-au întâlnit cu Mayflower și cu coloniștii suplimentari angajați de investitori. După aranjamentele finale, cele două nave au plecat pe 15 august. Curând după aceea, echipajul de pe Speedwell a raportat că nava lor a luat apă, așa că ambele nave au fost redirecționațe către Dartmouth, Devon. La urmă, echipajul a decis că Speedwell nu era destul de bună pentru călătorie, iar proprietarii ei au vândut-o. Dintre cei 120 de pasageri combinați, 102 au fost aleși să călătorească pe Mayflower cu aprovizionarea consolidată. Dintre aceștia, aproximativ jumătate veniseră din Leiden și aproximativ 28 dintre adulți erau membri ai congregației. Pe 16 septembrie nava pornise din Plymouth.
Inițial călătoria a decurs fără probleme, dar între timp nava a fost întâmpinată cu vânturi puternice și furtuni. Una dintre acestea a provocat o daună majoră navei și s-a luat în considerare posibilitatea de întoarcere înapoi, chiar dacă Pelerinii parcurseră mai mult decât jumătate din călătorie. Cu toate acestea, au reușit să repară nava suficient pentru a continua. Pasagerul John Howland a fost aruncat de peste bord în timpul unei furtuni, dar s-a prins de o frânghie atașată unei vele și a fost tras înapoi la bord.
Un membru al echipajului și un pasager au murit înainte de a ajunge la destinație. Un copil s-a născut pe mare și a fost numit Oceanus.

### Sosirea în America

Hartă cu locurile menționate de Bradford în 1620

Pasagerii au văzut uscat pe 9 noiembrie 1620 după ce au suportat condiții mizerabile timp de aproximativ 65 de zile, iar William Brewster i-a condus în citirea Psalmului 100 ca o rugăciune de mulțumire. Au confirmat că zona era Cape Cod pe teritoriul New England recomandat de Weston. Au încercat să navigheze cu nava spre râul Hudson, tot în zona de subvenționare New England, dar au întâmpinat bancuri de nisip și curenți dificili în jurul Capului Malabar (vechiul nume francez pentru insula Monomoy). Au decis să se întoarcă, iar nava a fost ancorată în portul Provincetown în 11/21 noiembrie. Coloniștii sosiseră pe Noul Continent când se apropia iarna și ținuturile din jur erau pustii, sălbatice și inospitaliere. Prima iarnă a fost foarte grea și în timpul acesteia peste 40 de persoane au murit din diferite motive.

### Prima Zi a Recunoștinței
În anul următor, însă, colonia se așezase și era bine organizată, construise case solide și cultivase pământurile care s-au dovedit generoase; de asemenea, stabilise relații de prietenie cu indienii, inclusiv Samoset, Squanto și Massasoit, șeful tribului Wampanoag. În martie 1621, Massasoit și guvernatorul Carver au stabilit un tratat de pace și protecție reciprocă. Nativii i-au ajutat pe pelerini, învățându-i cum să exploateze pământul și să cultive porumb. În octombrie 1621, cei 53 de pelerini supraviețuitori au sărbătorit recolta, împreună cu Massasoit și aproximativ 90 dintre oamenii săi. Sărbătorile au durat trei zile, timp în care au sărbătorit cu rațe, pești și curcani procurați de coloniști și cinci căprioare aduse de nativi. Recurența acestui festival a fost germenul care a generat „Ziua Recunoștinței”, cea mai faimoasă dintre sărbătorile americane. Totuși, la acea vreme, pelerinii nu o numeau cu acest nume: prima sărbătoare pe care pelerinii înșiși o numeau „Mulțumire” a avut loc în 1623, în urma știrii despre sosirea altor coloniști și provizii.